# Eschlmais
Eschlmais ist ein Gemeindeteil der Stadt Waldmünchen im Landkreis Cham des Regierungsbezirks Oberpfalz im Freistaat Bayern.

## Geografie
Eschlmais liegt 2 Kilometer östlich der Bahnstrecke Cham–Waldmünchen und der parallel zur Bahnlinie verlaufenden Staatsstraße 2146, 8 Kilometer südlich von Waldmünchen und 7 Kilometer südwestlich der tschechischen Grenze. Eschlmais liegt auf der Gemarkung Katzbach westlich des Sattels zwischen dem 781 Meter hohen Vorderen Hiener und dem Hagenberg (740 m) im Prosdorfer Forst, der sich mit mehreren über 700 Meter hohen Gipfeln in Nordsüdrichtung erstreckt.

## Geschichte
Eschlmais (auch: Eschenmaizze, Eschelmaiß) wurde im Herzogsurbar des Wittelsbacher Heinrich XIII. aus dem Jahr 1301 erwähnt.
1563 hatte Eschlmais 2 Mannschaften. 1588 gab es in Eschlmais 2 Güter. 1630 wurden für Eschlmais 2 Güter aufgeführt. 1808 hatte die Ortschaft 2 Anwesen und ein Hüthaus.
1808 wurde die Verordnung über das allgemeine Steuerprovisorium erlassen. Mit ihr wurde das Steuerwesen in Bayern neu geordnet und es wurden Steuerdistrikte gebildet. Dabei kam Eschlmais zum Steuerdistrikt Katzbach. Der Steuerdistrikt Katzbach bestand aus den Dörfern Katzbach, Häuslarn, Kühnried und den Weilern Eschlmais und Bonholz.
1820 wurden im Landgericht Waldmünchen Ruralgemeinden gebildet. Dabei kam Eschlmais zur Ruralgemeinde Katzbach. Zur Ruralgemeinde Katzbach gehörten neben Katzbach mit 34 Familien das Dorf Kühnried mit 11 Familien und die Weiler Eschlmais mit 4 Familien und Roßhof mit 4 Familien. 1836 wurde der Gemeinde Katzbach die Gemeinde Häuslarn (17 Familien) mit Bonholz (3 Familien) angegliedert. Häuslarn hatte um diese Angliederung nachgesucht mit der Begründung, dass „die Gemeinde nur aus 12 Hausnummern bestehe und keines der Gemeindeglieder lesen oder schreiben könne.“
1972 schloss sich die Gemeinde Katzbach der Gemeinde Geigant an, welche 1978 nach Waldmünchen eingegliedert wurde.
Eschlmais gehört zur Pfarrkuratie Geigant. 1997 hatte Eschlmais keine Katholiken.

## Einwohnerentwicklung ab 1820
| Jahr | Einwohner  | Gebäude |
| ---- | ---------- | ------- |
| 1820 | 4 Familien | k. A.   |
| 1838 | 13         | 2       |
| 1861 | 15         | 4       |
| 1871 | 10         | 3       |
| 1885 | 7          | 1       |
| 1900 | 4          | 1       |
| 1913 | 11         | 1       |

| Jahr | Einwohner | Gebäude |
| ---- | --------- | ------- |
| 1925 | 7         | 1       |
| 1950 | 9         | 1       |
| 1961 | 6         | 1       |
| 1970 | 3         | k. A.   |
| 1987 | 4         | 1       |
| 2011 | 4         | k. A.   |